# Actuar
Un actuar este un profesionist al aplicării calculului probabilităților și statisticii în probleme financiare din domeniul afacerilor în scopul măsurării și gestionării riscului și a incertitudinii (BeAnActuary 2011a). Termenul actuariat reprezintă totalitatea operațiilor și normelor pe baza cărora, folosind teoria probabilităților 
și statistica matematică, se efectuează calcule financiare și privitoare la asigurări (cf. Dicționarul explicativ al limbii române, ed. 2016). Un actuar analizează impactul financiar al riscului asupra ambelor părți ale bilanțului și necesită abilități de gestionare a activelor, de gestionare a datoriilor și de evaluare (BeAnActuary 2011b). Actuarii efectuează evaluări ale sistemelor de securitate financiară, cu accent pe complexitatea, pe matematica și pe mecanismele lor (Trowbridge 1989).
În timp ce noțiunea de asigurare datează din Antichitate ( Johnston 1903, §475–§476. , Loan 1992. , Lewin 2007, pp. 3–4. ), conceptele necesare pentru măsurarea și diminuarea științifică a riscurilor își au originea în studiile din secolul al XVII-lea cu privire la probabilitate și anuități (Heywood 1985). Actuarii secolului XXI necesită aptitudini analitice, cunoștințe de afaceri și o înțelegere a comportamentului uman și a sistemelor informaționale pentru a proiecta și gestiona programe care controlează riscul (BeAnActuary 2011c). Pașii necesari pentru a deveni un actuar sunt de obicei specifici țării unde își desfășoară activitatea; cu toate acestea, aproape toate procesele au o structură riguroasă de școlarizare sau de examinare și durează mulți ani până la finalizare ( Feldblum 2001, p. 6. , Institute and Faculty of Actuaries 2014. ). 
Profesia a fost considerată constant una dintre cele mai dorite (Riley 2013). Conform diferitelor studii, profesia de actuar a fost clasificată pe prima sau pe a doua poziție de mai multe ori începând din 2010 ( Thomas 2012. , Weber 2013. , CareerCast 2015. ). 

## Responsabilități
Actuarii folosesc abilități specifice matematicii, respectiv probabilitatea bazată pe calcul infinitezimal și statistici matematice, dar și abilități din economie, informatică, finanțe, etc. Din acest motiv, actuarii sunt esențiali pentru industria de asigurări și reasigurare, fie ca angajați ai personalului, fie ca și consultanți; pentru alte întreprinderi, inclusiv pentru sponsori ai planurilor de pensii; și pentru agențiile guvernamentale, cum ar fi Departamentul de Actuariat al Guvernului din Regatul Unit sau Administrația de Securitate Socială din Statele Unite ale Americii. 
Actuarii reunesc și analizează date pentru a estima probabilitatea și costul probabil al apariției unui eveniment precum decesul, boala, vătămarea, handicapul sau pierderea proprietății. Actuarii abordează, de asemenea, probleme financiare, inclusiv cele care implică nivelul contribuțiilor la pensii necesare pentru a produce un anumit venit de pensionare și modul în care o companie ar trebui să investească resurse pentru a-și maximiza randamentul investițiilor în lumina riscului potențial. Folosind cunoștințele lor specifice, actuarii ajută la stabilirea prețurilor polițelor de asigurare, a planurilor de pensii și a altor strategii financiare într-o manieră care va contribui la menținerea planurilor pe o bază financiară sănătoasă ( Bureau of Labor Statistics 2015. , Government Actuary's Department 2015.  ). 

### Discipline
Majoritatea disciplinelor actuariale tradiționale se încadrează în două categorii principale: viața și non-viața. 
Actuarii de asigurări de viață, care includ actuarii de asigurări de sănătate și de pensii, se ocupă în principal de riscul de mortalitate, de morbiditate și de investiții. Produsele principale în acest domeniu includ asigurări de viață, renta, pensii, asigurare de invaliditate pe termen scurt și lung, asigurări de sănătate, conturi de economii de sănătate și asigurări de îngrijire pe termen lung (Bureau of Labor Statistics 2015). În plus față de aceste riscuri, programele de asigurări sociale sunt influențate de opinia publică, politică, constrângerile bugetare, schimbarea demografiei și alți factori precum tehnologia medicală, inflația și costurile vieții ( GAO 1980. , GAO 2008. ). 
Actuarii non-viață, cunoscuți și sub denumirea de actuari de bunuri și accidente sau actuari de asigurări generale, se ocupă atât de riscurile fizice, cât și de cele juridice care afectează oamenii sau proprietatea lor. Produsele principale în acest domeniu includ asigurarea auto, asigurarea proprietarilor de case, asigurarea de proprietate comercială, compensația angajaților, asigurarea de malpraxis, asigurarea de răspundere civilă a produselor, asigurarea maritimă, asigurarea împotriva terorismului și alte tipuri de asigurări de răspundere civilă (AIA 2014). 
Actuarii sunt, de asemenea, solicitați pentru expertiza lor în gestionarea riscurilor întreprinderii (Bureau of Labor Statistics 2015). Aceasta poate implica analiza financiară dinamică, simulările de criză, formularea politicii de risc corporativ și crearea și funcționarea departamentelor de risc corporativ (Institute and Faculty of Actuaries 2011b). Actuarii sunt, de asemenea, implicați în alte domenii ale industriei serviciilor financiare, cum ar fi analizarea ofertelor de valori mobiliare sau cercetarea de piață (Bureau of Labor Statistics 2015). 

### Cerințele obișnuite ale locului de muncă
Atât pe partea de viață, cât și pe partea de accident, funcția clasică a actuarilor este de a calcula primele și rezervele pentru polițele de asigurare care acoperă diverse riscuri (Institute and Faculty of Actuaries 2014). În ceea ce privește accidentul, această analiză implică adesea cuantificarea probabilității unui eveniment de pierdere, numit frecvență și mărimea acelui eveniment de pierdere, numit gravitate. Perioada de timp care apare înainte de evenimentul de pierdere este importantă, deoarece asigurătorul nu va trebui să plătească nimic decât după ce a avut loc evenimentul. În ceea ce privește viața, analiza implică adesea cuantificarea cât de mult va valora o sumă potențială de bani sau o datorie financiară în diferite puncte în viitor. Întrucât niciunul dintre aceste tipuri de analiză nu este proces pur determinativ, modelele stocastice sunt adesea folosite pentru a determina distribuțiile de frecvență și severitate și parametrii acestor distribuții. Prognozarea randamentelor dobânzilor și a mișcărilor valutare joacă, de asemenea, un rol în determinarea costurilor viitoare, în special pe partea de viață (Tolley, Hickman & Lew 2012). 
Actuarii nu încearcă întotdeauna să prezică evenimente viitoare agregate. Adesea, activitatea lor se poate referi la determinarea costului datoriilor financiare care au apărut deja, numite reasigurare retrospectivă sau la dezvoltarea sau reestimarea prețului noilor produse. 
De asemenea, actuarii proiectează și întrețin produse și sisteme. Sunt implicați în raportarea financiară a activelor și datoriilor companiilor. Aceștia trebuie să comunice concepte complexe clienților care nu pot împărtăși limba sau profunzimea cunoștințelor lor. Actuarii funcționează sub un cod de etică care acoperă produsele de comunicații și de lucru (ASB 2013). 

### Cerințele noi ale locului de muncă
Ca o depășire a rolurilor lor mai tradiționale, actuarii lucrează, de asemenea, în domeniile gestionării riscurilor și a managementului riscului pentru întreprinderi, atât pentru corporațiile financiare, cât și pentru cele nefinanciare (D'Arcy 2005). Actuarii în rolurile tradiționale studiază și folosesc instrumentele și datele anterioare din domeniul finanțelor (Feldblum 2001). Acordul Basel II pentru instituțiile financiare (2004) și analogul său, acordul Solvency II pentru companiile de asigurări (care va intra în vigoare în 2016), impun instituțiilor să țină cont de riscul operațional separat și, în plus, de credit, de rezervă, activ și riscul de insolvență . Aptitudinile actuariale sunt bine adaptate acestui mediu, datorită formării lor în analizarea diferitelor forme de risc, a evaluării potențialului de câștig invers și a recuperării dezavantajului asociat cu aceste forme de risc (D'Arcy 2005)  . 
Actuarii sunt, de asemenea, implicați în consultanța investițiilor și în administrarea activelor și pot fi manageri de afaceri generali și agenți financiari șefi   ( Mungan 2002. , Stefan 2010.  ). Ei analizează perspectivele de afaceri cu abilitățile lor financiare în evaluarea sau reducerea fluxurilor  viitoare de numerar  riscante și își aplică expertiza în stabilirea prețurilor de la asigurări la alte linii de activitate. De exemplu, securitizarea asigurărilor necesită atât abilități actuariale, cât și finanțiste (Krutov 2006)   . Actuarii acționează, de asemenea, ca martori experți, aplicându-și analiza în procesele instanțelor de judecată pentru a estima valoarea economică a pierderilor, cum ar fi profiturile pierdute sau salariile pierdute (Wagner 2006)   .

## Istorie

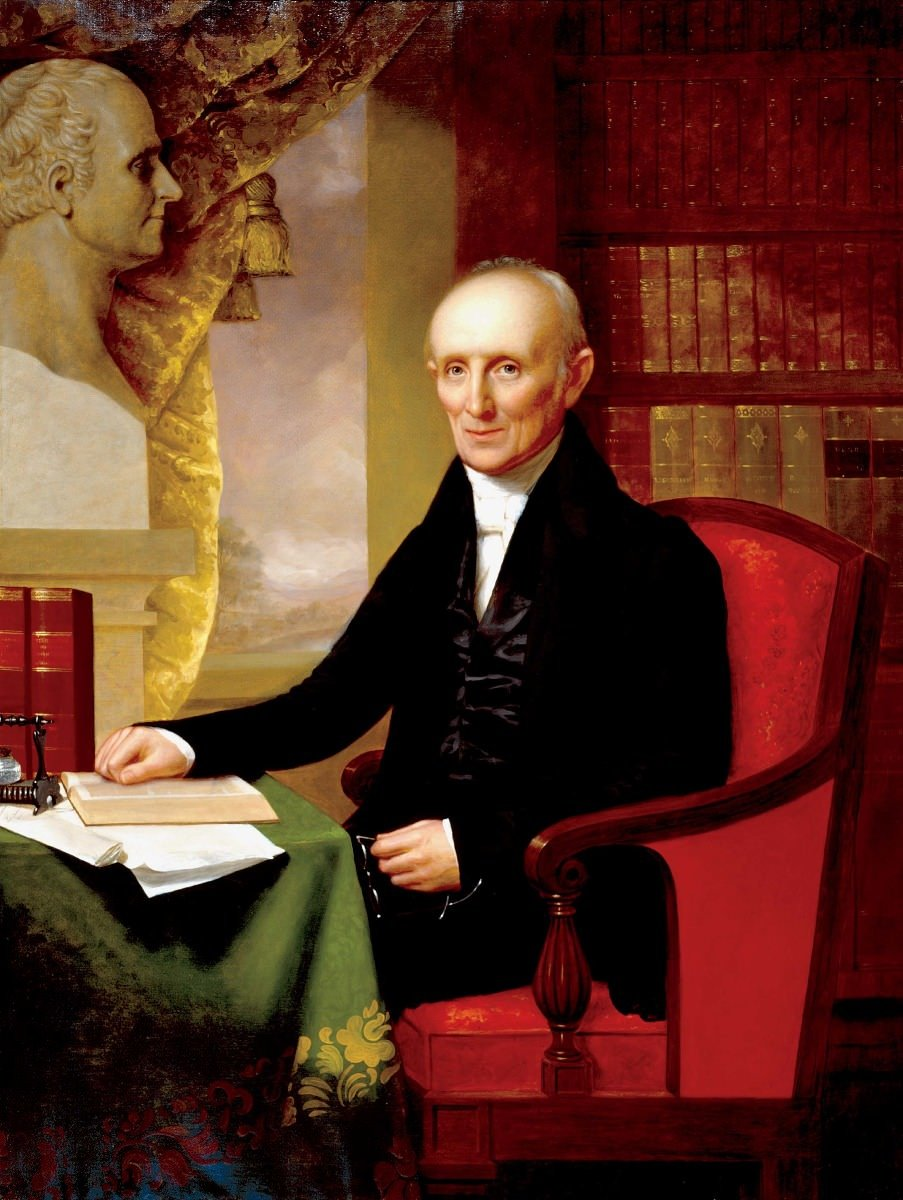
Matematicianul Nathaniel Bowditch a fost unul dintre primii actuari ai asigurărilor din America.

### Nevoia de asigurare
Cerințele de bază ale intereselor comunității au dat naștere la împărțirea riscurilor încă din zorii civilizației. De exemplu, persoanele care și-au trăit întreaga viață într-o tabără aveau riscul de incendiu, care ar lăsa grupul sau familia lor fără adăpost. După ce a apărut barterul, au apărut riscuri mai complexe și s-au manifestat noi forme de risc. Comercianții care se angajează în călătorii comerciale aveau riscul de a pierde mărfurile încredințate lor, a bunurilor proprii sau chiar a vieții lor. Categoria intermediarilor s-a dezvoltat pentru depozitarea și comercializarea mărfurilor, de asemenea expuși riscului financiar . Furnizorii primari din familii extinse sau gospodării au prezentat riscul de deces prematur, de invaliditate sau de infirmitate, ceea ce ar putea lăsa persoanele dependente să moară de foame. Achiziția de credit a fost dificilă dacă creditorul s-a îngrijorat de rambursare în cazul decesului sau a infirmității împrumutatului. În mod alternativ, uneori oamenii trăiau prea mult dintr-o perspectivă financiară, epuizându-și economiile, dacă existau, sau devenind o povară pentru alții din familia extinsă sau din societate (Lewin 2007)     . 

### Încercări timpurii
În lumea antică nu a existat întotdeauna prea mult loc pentru bolnavi, suferinzi, persoane cu dizabilități, bătrâni sau săraci - acestea nu făceau adesea parte din conștiința culturală a societăților (Perkins 1995). Metodele de protecție timpurie, în afară de sprijinul normal al familiei extinse, se bazau pe caritate; organizațiile religioase sau vecinii strângeau pentru cei săraci și nevoiași. Până la mijlocul secolului al III-lea, 1.500 de oameni suferinzi erau susținuți prin operațiuni caritabile la Roma (Perkins 1995). Protecția caritabilă rămâne o formă activă de sprijin în era modernă (GivingUSA 2009), însă oferta caritabilă este incertă și este adesea însoțită de stigmat social . Acordurile și pensiile elementare de ajutor reciproc au apărut în antichitate (Thucydides). La începutul imperiului roman, s-au format asociații pentru a face față cheltuielilor cu înmormântarea, incinerarea și monumentele funerare - precursori ai asigurărilor de înmormântare și asociații prietene. O sumă mică era plătită săptămânal într-un fond comunal, iar la moartea unui membru, fondul acoperea cheltuielile cu riturile și înmormântarea. Aceste societăți vindeau uneori acțiuni în capelele sau în criptele deținute de fond (Johnston 1903). Alte exemple timpurii de pachete reciproce de garanție și asigurare pot fi identificate în diverse forme de punere în comun din cadrul clanurilor săsești din Anglia, la strămoșii lor germanici și la societatea celtică (Loan 1992)   . 
Asigurarea de bunuri a început ca o acoperire împotriva pierderii de marfă în timpul călătoriilor pe mare. Rapoartele anecdotice despre astfel de garanții apar în scrierile lui Demosthenes, din secolul al IV-lea î.Hr. (Lewin 2007, pp. 3–4)     . Cele mai vechi înregistrări ale unei polițe oficiale de asigurare de bunuri provine din Sicilia, unde există o înregistrare a unui contract din secolul al XIV-lea pentru asigurarea unei expedieri de grâu (Sweeting 2011).  În 1350, Lenardo Cattaneo și-a asumat „toate riscurile cauzate de actul lui Dumnezeu sau al omului și din pericolele mării” care pot apărea la o livrare de grâu din Sicilia la Tunis până la maximum 300 de florini . Pentru aceasta i s-a plătit o primă de 18% (Lewin 2007)     . 

### Dezvoltarea teoriei
În cursul secolului al XVII-lea a fost dezvoltată o bază științifică pentru gestionarea riscurilor . În 1662, un comerciant londonez de textile pe nume John Graunt a arătat că există modele previzibile de longevitate și moarte într-un grup sau o cohortă de oameni definiți, în ciuda incertitudinii cu privire la longevitatea sau mortalitatea viitoare a oricărui individ. Acest studiu a devenit baza tabelului de viață inițial. Combinând această idee cu cea a dobânzilor compuse și a evaluării anualității, a devenit posibilă crearea unei scheme de asigurare care să furnizeze asigurări de viață sau pensii pentru un grup de persoane și să se calculeze cu un anumit grad de acuratețe contribuțiile necesare fiecărui membru la un fond comun, asumând o rată fixă a dobânzii. Prima persoană care a calculat corect aceste valori a fost Edmond Halley (Heywood 1985). În lucrarile sale Halley a demonstrat o metodă de utilizare a tabelului său de viață pentru a calcula prima pe care cineva trebuie să o plătească pentru a cumpăra o rentă de viață (Halley 1693)   . 

### Actuarii timpurii
Lucrarea de pionierat a lui James Dodson asupra nivelului sistemului de prime a condus la formarea Societății pentru asigurări echitabile asupra vieții și supraviețuirii (acum cunoscută drept Equitable Life) la Londra în 1762. Aceasta a fost prima companie de asigurări de viață care utiliza rate premium calculate științific pentru polițele de viață pe termen lung, folosind munca lui Dodson. După moartea lui Dodson în 1757, Edward Rowe Mores prelua conducerea grupului devenit în cele din urmă Societatea pentru Equitable Assurances. El a precizat că oficialul șef ar trebui să fie numit actuar (Ogborn 1956, p. 235). Anterior, utilizarea termenului fusese limitată la un funcționar care înregistra deciziile sau actele instanțelor bisericești, în antichitate, inițial, secretarul senatului roman, responsabil cu întocmirea Acta Senatus (Ogborn 1956, p. 233)     . Alte companii care nu au folosit inițial astfel de metode matematice și științifice au eșuat cel mai adesea sau au fost obligate să adopte metodele de pionierat create de societatea Equitable (Bühlmann 1997, p. 166)     .

### Dezvoltarea profesiei moderne

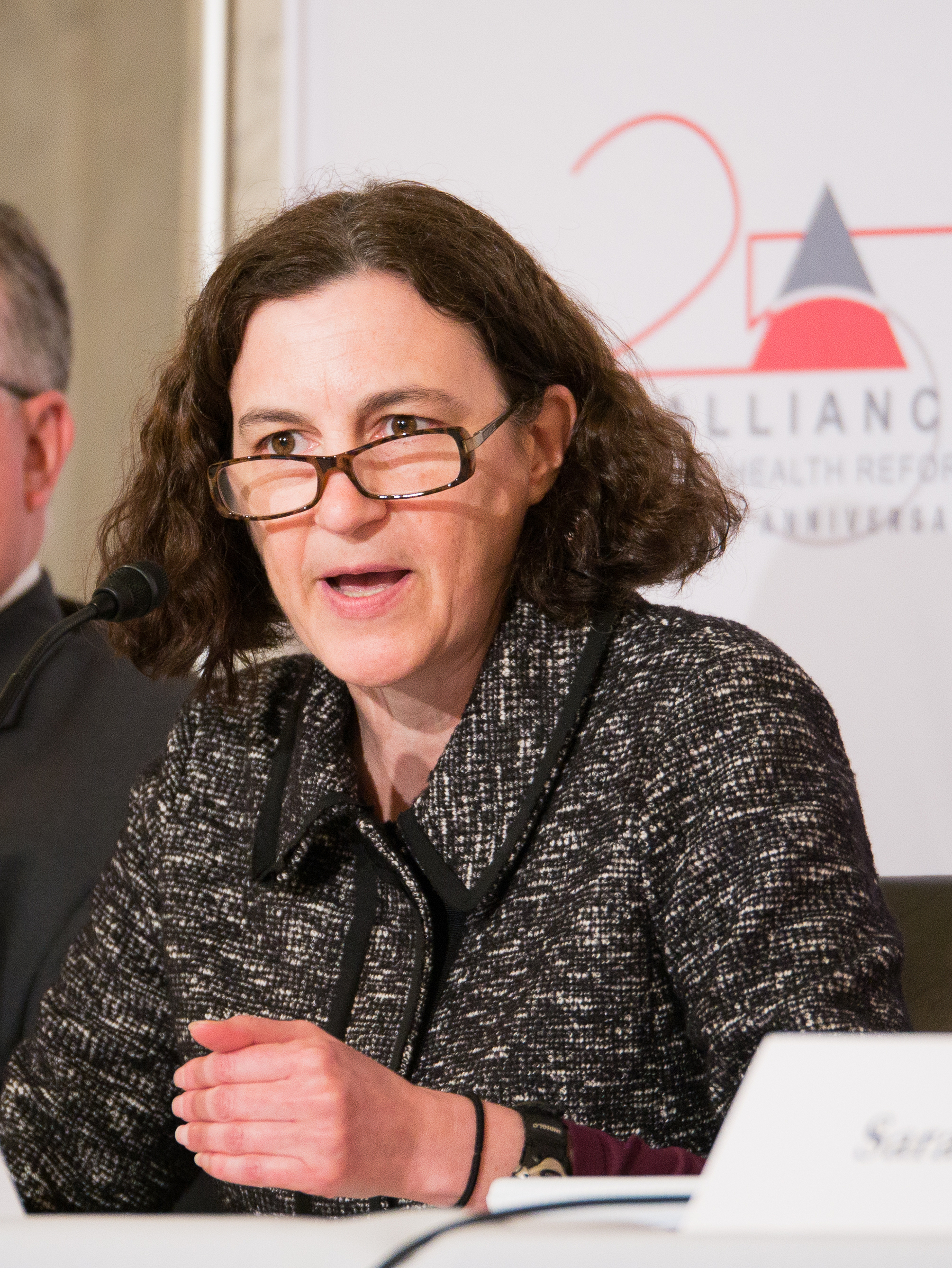
Prelegere actuară la un eveniment de îngrijire a sănătății

În secolele al XVIII-lea și al XIX-lea, complexitatea de calcul era limitată de calculele manuale. Calculele reale necesare pentru calcularea primelor de asigurare echitabile sunt complexe. Actuarii din acea perioadă au dezvoltat metode pentru a construi tabele ușor utilizate, folosind aproximări sofisticate numite funcții de comutație, pentru a facilita calculele manuale, precise ale primelor (Slud 2006)   . De-a lungul timpului, au fost înființate organizații actuariale pentru a sprijini și a continua atât actorii cât și știința actuarială și pentru a proteja interesul public prin asigurarea standardelor de competență și etică (Hickman 2004)     . Deoarece calculele erau greoaie, tabelele actuariale au fost obișnuite. 
Actuarii de bunuri au urmat pe urmele compatrioților lor de viață la începutul secolului XX. În Statele Unite, revizuirea din 1920 a ratelor de compensare a lucrătorilor a preluat calculele realizate de către echipele unor actuari, specialiști ce au lucrat zi și noapte pe parcursul a două luni (Michelbacher 1920, pp. 224, 230)     . În anii 1930 și 1940, s-au dezvoltat fundamentele matematice riguroase pentru procesele stocastice (Bühlmann 1997)     . Actuarii au început să prevadă pierderile folosind modele de evenimente aleatorii în loc de metode deterministe . Calculatoarele au revoluționat în continuare profesia de actuariat. De la creion și hârtie la perforatoare la microcomputere, capacitatea de modelare și prognoză a actuarului a crescut exponențial (MacGinnitie 1980, pp. 50–51)     . 
O altă dezvoltare modernă este convergența teoriei financiare moderne cu știința actuarială (Bühlmann 1997, pp. 169–171)     . La începutul secolului XX, actuarii au dezvoltat tehnici care pot fi găsite în teoria financiară modernă, dar din diverse motive istorice, aceste evoluții nu au obținut prea multă recunoaștere (Whelan 2002)   . La sfârșitul anilor 1980 și începutul anilor 90, a existat un efort distinct pentru actuarii de a combina teoria financiară și metodele stocastice în modelele lor consacrate (D'Arcy 1989)   . În secolul XXI, profesia, atât în practică, cât și în programele educaționale ale multor organizații actuariale, combină tabele, modele de pierderi, metode stocastice și teorie financiară (Feldblum 2001, pp. 8–9)    , dar încă nu este complet aliniat la economia financiară modernă (Bader & Gold 2003)   . 

## Remunerare și clasament
Întrucât există relativ puține active în lume în comparație cu alte profesii, actuarii au o căutare mare și sunt plătiți foarte bine pentru serviciile pe care le prestează ( Hennessy 2003. , Kurtz 2013.  ). La data de 2016   , în Statele Unite, actuarii nou acreditați, în medie, câștigă în jur de 100.000 USD pe an, în timp ce actuarii mai experimentați pot câștiga peste 150.000 USD pe an (Ezra Penland 2016)   . În mod similar, La data de 2014   sondajul din Regatul Unit a indicat un salariu de pornire pentru un actuary acreditat de aproximativ 50.000 de lire sterline; actuarii cu mai multă experiență pot câștiga mult peste 100.000 de lire sterline (Crail 2014)   . 
Profesia actuarială a fost clasată constant, de zeci de ani, drept una dintre cele mai râvnite. Actuarii au un program zilnic relativ rezonabil, lucrează în condiții confortabile, fără a depune efort fizic care poate duce la vătămare, sunt bine plătiți, iar profesia are în mod constant perspective de angajare (Riley 2013)   . Nu numai că profesiunea generală a fost clasată la nivel înalt, dar este considerată și una dintre cele mai bune profesii pentru femei (Shavin 2014)   și una dintre cele mai bune profesii care dovedesc recesiune (Kiviat 2008)   . În Statele Unite, profesia a fost calificată drept cea mai bună profesie de CareerCast, care folosește cinci criterii cheie pentru clasarea locurilor de muncă - mediu, venituri, perspective de angajare, cerințe fizice și stres, în 2010 (Needleman 2010)  , 2013 (Weber 2013)  , și 2015 (CareerCast 2015)   . În alți ani, a fost în top 10 ( Thomas 2012. , CareerCast 2014. , CareerCast 2016.  ). În Regatul Unit (Ugwumadu 2013)   și în întreaga lume (ESSEC 2014)  , actuarii continuă să fie foarte bine calasificați ca profesie. 

## Acreditare și examene
Pentru a deveni un actuar complet acreditat este necesară trecerea unei serii riguroase de examene profesionale, care de obicei durează câțiva ani. În unele țări, cum ar fi Danemarca, majoritatea studiilor au loc într-un centru universitar (Norberg 1990)     . În altele, precum SUA, majoritatea studiilor au loc în timpul angajării printr-o serie de examene ( SOA 2018. , CAS 2018.  ). În Marea Britanie și în țările care se bazează pe sistemul său, există o structură hibridă de examene universitare (Institute and Faculty of Actuaries 2011a)   . 

### Suport pentru examinare
Deoarece aceste examene de calificare sunt extrem de riguroase, sprijinul este de obicei disponibil pentru persoanele care avansează prin examene. Adesea, angajatorii oferă timp de studiu plătit la locul de muncă și prezență plătită la seminarii proiectate pentru examene (BeAnActuary 2011d). De asemenea, multe companii care angajează actuari au creșteri de salariu sau un sistem de promovare la absolvirea examenelor. Drept urmare, studenții actuari au stimulente puternice pentru a dedica timp de studiu în timpul orelor de lucru. O regulă obișnuită a studenților este că pentru examenele de la Societatea de Actuari aproximativ 400 ore de studiu sunt necesare pentru fiecare examen de patru ore (Sieger 1998). Astfel, mii de ore de studiu ar trebui să fie anticipate pe parcursul mai multor ani, presupunând că nu există eșecuri (Feldblum 2001)     . 

### Calificativele și ratele de trecere
Istoric, profesia actuarială a fost reticentă în a specifica notele de trecere pentru examenele sale ( Muckart 2010. , Prevosto 2000.  ). Pentru a rezolva îngrijorările privind existența unor cote preexistente de trecere / eșec, un fost președinte al Consiliului de examinatori al Institutului și Facultății de Actuari a declarat: „Deși studenților le este greu de crezut, Consiliul examinatorilor nu are cote de promovabilitate. În consecință, ratele de trecere sunt libere să varieze (și o fac). Acestea sunt determinate de calitatea candidaților care participă la examen și, în special, de cât de bine pregătiți sunt. Pregătirea este criteriul, nu dacă puteți obține o notă în primii 40% din candidații care se prezintă. " (Muckart 2010). În 2000, Societatea Actuarială de Casualitate (CAS) a decis să liberalizeze notele de trecere pentru examenele pe care le oferă (Prevosto 2000). Politica CAS este, de asemenea, să nu se încadreze în raporturi de trecere specifice; Consiliul CAS a afirmat în 2001 că „CAS nu va folosi niciun raport de trecere predeterminat ca ghid pentru stabilirea notei de trecere pentru orice examinare. Dacă CAS stabilește că 70% din toți candidații au dovedit o înțelegere suficientă a materialului-program, atunci acești 70% ar trebui să treacă. În mod similar, dacă CAS stabilește că doar 30% din toți candidații au demonstrat suficientă înțelegere a materialului-program, atunci doar cei 30% ar trebui să treacă." (CAS 2001)  .

## Actuarii în ficțiune
Actuarii au apărut în opere de ficțiune, inclusiv literatură, teatru, televiziune și film. Uneori, aceștia au fost înfățișați ca „persoane obsedate de matematică, deconectate din punct de vedere social, cu meșe de păr șocant de proaste”, ceea ce a condus la o reacție mixtă chiar între actuarii înșiși (Coleman 2003) .

## Linkuri externe
- Fii actuar: site-ul web SOA și CAS sponsorizat în comun Arhivat în 10 septembrie 2011, la Wayback Machine.
- Forum global de discuții Arhivat în 1 octombrie 2011, la Wayback Machine. actuariale Arhivat în 11 octombrie 2008, la Wayback Machine. și wiki actuariale Arhivat în 11 octombrie 2008, la Wayback Machine.